# اولوپ ایرلاینز
اولوپ ایرلاینز (به انگلیسی: Evelop Airlines) یک شرکت هواپیمایی با کد یاتا E9 است که در تاریخ ۲۰۱۳ میلادی تأسیس شده‌است. دفتر مرکزی اولوپ ایرلاینز در فرودگاه پالما د مایورکا، اسپانیا واقع شده‌است و به ۳۴ مقصد، پرواز انجام می‌دهد.